# Urania - Le grandi saghe fantasy
Urania - Le grandi saghe fantasy è una collana editoriale "figlia" di Urania che ripropone il ciclo delle Cronache del ghiaccio e del fuoco di George R. R. Martin in maniera più fedele all'originale rispetto alla precedente edizione italiana della Mondadori: il primo, il secondo e il quarto capitolo della saga vengono riproposti in volumi unici; mentre il terzo, a causa della maggiore lunghezza, è stato nuovamente diviso, ma in sole 2 parti invece di 3.

## Titoli
1. Il gioco del trono, di George R. R. Martin (luglio 2007): volume primo delle Cronache del ghiaccio e del fuoco
2. Lo scontro dei re, di George R. R. Martin (luglio 2008): volume secondo delle Cronache del ghiaccio e del fuoco
3. Tempesta di spade - Parte prima, di George R. R. Martin (luglio 2009): parte prima (prologo e 42 capitoli) del volume terzo delle Cronache del ghiaccio e del fuoco
4. Tempesta di spade - Parte seconda, di George R. R. Martin (novembre 2009): parte seconda (38 capitoli e epilogo) del volume terzo delle Cronache del ghiaccio e del fuoco
5. Il banchetto dei corvi, di George R. R. Martin (luglio 2010): volume quarto delle Cronache del ghiaccio e del fuoco